# Smithska udden

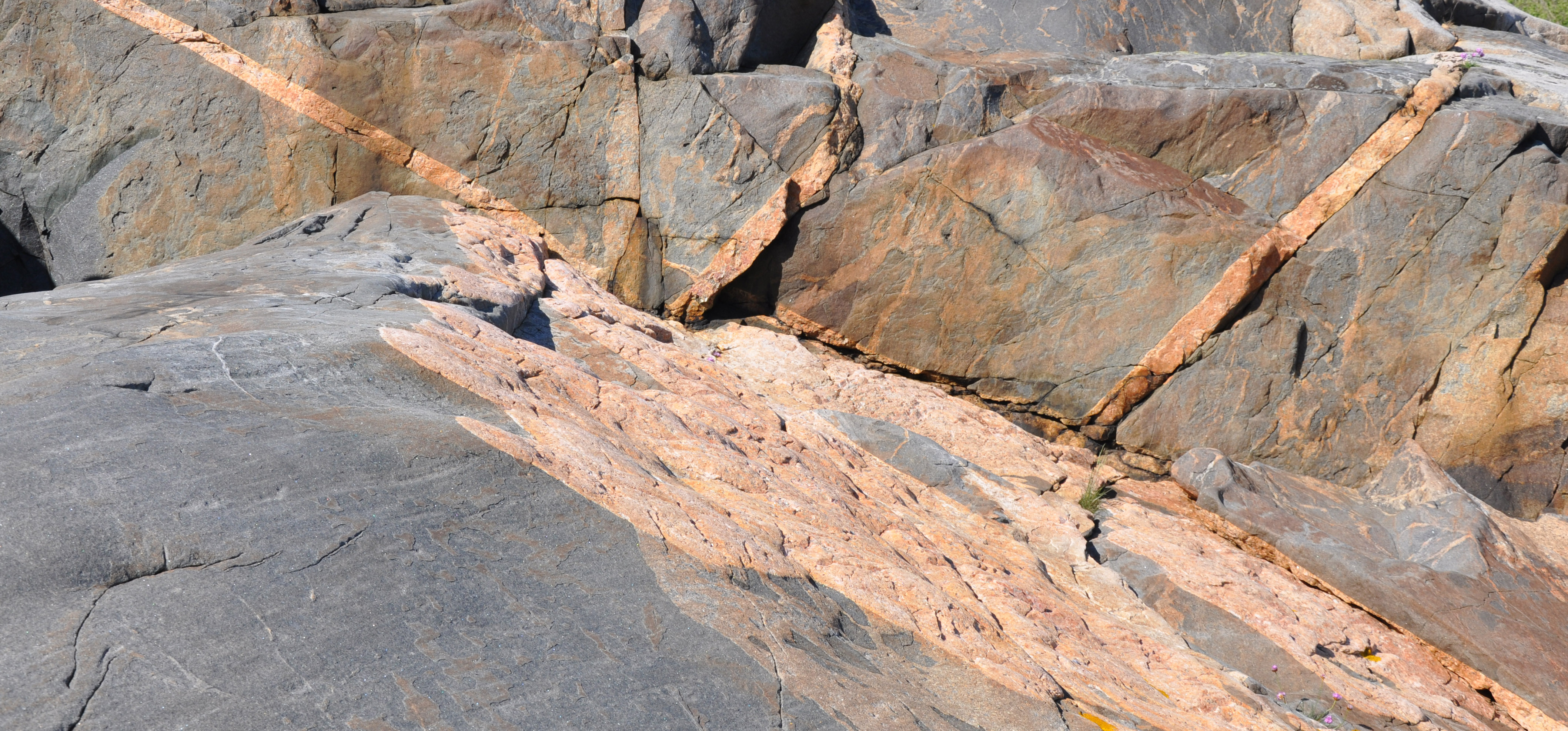
Vid Smithska udden finns dessa Pegmatitgångar, ungefär 5-10 cm breda.

Smithska udden är den sydligaste spetsen på Näset-udden i Göteborg. Udden är känd som en av Västsveriges bästa fågelskådningslokaler, särskilt under sträckperioderna på vår och höst. Smithska udden är även namnet på badplatsen som finns där, och som öppnades i slutet av 1940-talet. Den omfattade som mest cirka 15 hektar.
Platsen är uppkallad efter Gustaf August Ragnar Smith (1871-1941) som 1917 köpte en sommarvilla där av Magnus Rodhe. Villan köptes senare av Göteborgs stad, men brändes ned 1991. 
Kring sekelskiftet 1900 fanns här ett gatstenhuggeri med lokal hamn, där gatsten skeppades till bland annat Tyskland.